# Théorème fondamental
En mathématiques, un théorème fondamental est un théorème essentiel à une branche et qui permet d'établir de nouveaux théorèmes sans s'appuyer sur des axiomes. Plusieurs de ces théorèmes doivent leur nom à la tradition et non à la branche qui l'utilise. Par exemple, le théorème fondamental de l'arithmétique s'applique à ce qui est appelé la théorie des nombres. 
Il existe de nombreux théorèmes fondamentaux :
- théorème fondamental de l'algèbre (ou théorème de d'Alembert-Gauss)
- théorème fondamental de l'algèbre linéaire
- théorème fondamental de l'analyse (ou théorème fondamental du calcul différentiel et intégral)
- théorème fondamental de l'analyse vectorielle
- théorème fondamental de l'arithmétique (ou théorème de factorisation unique)
- théorème fondamental du calcul des séquents (Hauptsatz)
- théorème fondamental des courbes (en)
- Théorème fondamental de la géométrie riemannienne
- théorème fondamental de la géométrie affine
- théorème fondamental de la géométrie projective
- théorème fondamental des groupes cycliques
- théorème fondamental de la programmation linéaire (en)
- théorème fondamental de la statistique
- théorème fondamental des surfaces
- théorème fondamental de la théorie de Galois
- théorème fondamental de la théorie des jeux (ou théorème du minimax de von Neumann)
- théorème fondamental des ultraproduits (ou théorème de  Łoś)

De plus, certains lemmes sont vus comme fondamentaux :
- lemme fondamental du calcul des variations
- lemme fondamental de la théorie des cribles (en)

Il en est de même de certaines formules :
- la formule des cosinus est souvent appelée formule fondamentale de la trigonométrie sphérique ;
- l'égalité de Parseval, connue comme formule fondamentale de la théorie des séries de Fourier

En physique, l'expression s'applique également à plusieurs « axiomes », par exemple le principe fondamental de la dynamique.